# Puerto de la Magdalena (León)
El puerto de la Magdalena es un puerto de montaña que une las comarcas leonesas de Omaña y Laciana. El puerto forma un amplio valle cimero, orientado de este a oeste, a 1434 m s. n. m. en el extremo norte de la sierra de Gistredo. La carretera LE-493, de Villablino a La Magdalena, trascurre por el puerto.

## Descripción
El valle desciende suavemente hacia la localidad de Murias de Paredes, al este. Al oeste, el desnivel es más acusado y el arroyo Bayo desciende rápidamente formando rápidos y cascadas. Esta diferencia de nivel es muy característica del proceso de captura por la cuenca del río Sil de la cabecera de la red fluvial del Duero. Un tramo de la ruta turística de las fuentes del Omaña trascurre por el puerto. Otros puntos de interés son una ermita en ruinas y el abedular de 170 Ha en las laderas del valle del Fasgarón, al lado sur del puerto.